# Phoebe Spoors
Phoebe Spoors (11 de agosto de 1993) es una deportista neozelandesa que compite en remo. Participó en los Juegos Olímpicos de París 2024, obteniendo una medalla de bronce en la prueba de cuatro sin timonel.

## Palmarés internacional
| Juegos Olímpicos | Juegos Olímpicos | Juegos Olímpicos  | Juegos Olímpicos   |
| Año              | Lugar            | Medalla           | Prueba             |
| ---------------- | ---------------- | ----------------- | ------------------ |
| 2024             | París (Francia)  | Medalla de bronce | Cuatro sin timonel |